# Planet der Affen (Computerspiel)
Planet der Affen ist ein Action-Adventure-Videospiel aus dem Jahr 2001, das als Spin-off der „Planet-der-Affen“-Filmreihe entstand. Als erstes Videospiel des Franchise wurde es in Anknüpfung an die Neuverfilmung Planet der Affen aus dem Jahr 2001 veröffentlicht, obwohl die Handlung von Pierre Boulles Roman aus dem Jahr 1963 und der Erstverfilmung von 1968 inspiriert ist. Fox Interactive beauftragte Visiware mit der Entwicklung des Spiels für Windows und PlayStation und arbeitete mit Ubisoft als Co-Publisher. Torus Games entwickelte eine Game-Boy-Advance- und eine Game-Boy-Color-Version, die auf dem Film von 1968 und seiner Fortsetzung von 1970 Rückkehr zum Planet der Affen basieren.
In Visiwares Spiel steuert der Spieler Ulysses, einen Astronauten, der auf einer zukünftigen Erde abstürzt, auf der intelligente Affen die Menschen dominieren. Ulysses erkundet verschiedene Umgebungen, unterstützt eine menschliche Widerstandsbewegung, die ihn als prophezeiten Retter betrachtet, und deckt die Geheimnisse auf, die der Affengesellschaft zugrunde liegen. Versionen von Seriencharakteren wie Zira, Cornelius, Zaius, Ursus und Nova erscheinen neben neuen Charakteren und Arten.
Die Veröffentlichung des Spiels verzögerte sich um drei Jahre aufgrund von Problemen mit dem lange verschobenen Remake des Films und der Entscheidung von Fox Interactive, gemeinsam mit einem anderen Unternehmen zu veröffentlichen. Die Verzögerungen waren so groß, dass das Spiel den Veröffentlichungstermin des Films verpasste. Als es schließlich am 20. September 2001 auf den Markt kam, stieß es auf der PlayStation und dem PC überwiegend auf negative Kritiken und die Game-Boy-Versionen erhielten gemischte Kritiken, wobei der Hauptkritikpunkt die schwache Steuerung und das Gameplay waren.

## Gameplay
„Planet der Affen“ ist ein Action-Adventure-Spiel, das aus der Third-Person-Perspektive gespielt wird. Der Spieler steuert Ulysses, einen Astronauten, der auf einem Planeten gelandet ist, auf dem intelligente Affen leben, mit denen er ums Überleben kämpfen muss. Hierzu nutzt er Nahkampf, Keulen, Messer und Schusswaffen. Gegenstände wie Waffen können zur späteren Verwendung im Inventar gesammelt werden. Es gibt drei verschiedene Modi, um ein bestimmtes Level zu erkunden: Normal (gewaltfreies Durchqueren), Athletisch (gewalttätiger Konflikt) und Stealth (verdeckte Aktion). Das Spiel ermöglicht auch das Lösen von Rätseln, wie das Suchen nach einer Schlüsselkarte, um das nächste Level freizuschalten. Der Fortschritt des Spielers kann nur mit dem Abschluss jedes Levels gespeichert werden.

## Zusammenfassung der Handlung
Nachdem der Astronaut Ulysses und seine Crew jahrhundertelang durch den Weltraum getrieben sind, landen sie im Jahr 3889 auf einem Planeten. Sie finden primitive Menschen, werden aber von Jägern auf Pferden angegriffen, die sich als intelligente Affen herausstellen. Die Affen töten die Besatzung, nehmen Ulysses gefangen und bringen ihn zur Untersuchung in ein medizinisches Zentrum. Der menschliche Sklave Jonah steckt Ulysses einen Schlüssel zu, der ihm die Flucht ermöglicht. Als Ulysses das Zentrum erkundet, hört er die Affen Zira und Dr. Zaius über sein Schicksal sprechen. Zaius will, dass er hingerichtet wird. Schließlich täuscht Ulysses seinen Tod vor und wird in eine Leichenhalle gebracht. Dort enthüllen Jonah und seine Freunde, dass Ulysses auf der Erde ist und dass seine Ankunft eine alte Prophezeiung erfüllt, dass ein Retter zurückkehren würde, um die Menschheit wiederherzustellen.
Die menschlichen Rebellen geben Ulysses ein Teil einer antiken Reliquie und weisen ihn an, die anderen beiden zu bergen, die von anderen Menschenstämmen versteckt wurden. Ulysses begibt sich in eine zerstörte Stadt, wo er den Menschen Nova befreit und das zweite Reliktstück findet, das von dem Gorilla General Ursus bewacht wird. Er findet auch eine geheime Akte, aus der hervorgeht, dass Ursus plant, die Humangenetikforschung des Schimpansen Dr. Cornelius zu nutzen, kombiniert mit Informationen aus der Erforschung antiker menschlicher Stätten, um den Gorillas die Vorherrschaft über die anderen Affenarten zu verschaffen. Mit Hilfe von Nova und ihrem Bruder Mathias macht sich Ulysses auf den Weg zur Affen-Universität, wo Cornelius sich bereit erklärt, seine Forschungsergebnisse zu zerstören, damit die Gorillas sie nicht missbrauchen können. Ulysses versucht, Jonah aus einem Affengefängnis zu retten. Der Versuch schlägt fehl, doch bevor Jonah stirbt, teilt er Ulysses mit, dass sich das letzte Reliquienstück im Staatsarchiv befindet. Ulysses holt das letzte Stück zurück und kehrt zu Nova und Mathias zurück.
Die drei Teile bilden zusammen eine Karte zum „Verbotenen Ort“, der sich an der Freiheitsstatue befindet und zum Pentagon führt. Dort erfährt Ulysses die Geschichte, wie die Affen die Herrschaft über den Planeten übernahmen: Nach einem verheerenden Krieg züchteten Menschen genetisch fortgeschrittene Affen als Sklaven. Die Affen rebellierten und töteten die meisten Menschen; Überlebende flüchteten in ein unterirdisches „Archen-Projekt“. Ulysses nimmt Kontakt mit den Arkaniten auf, fortgeschrittenen Menschen, die noch unter der Erde leben, und ermutigt sie, sich wieder mit ihren Brüdern an der Oberfläche zu vereinen, um die Affen zu besiegen. Mit seinen Beweisen reist Ulysses zum Affenpalast, um General Ursus vor dem Rat zu entlarven. Ursus wird verhaftet und Dr. Zaius lässt Ulysses frei. Die Schlussszene zeigt, wie Ulysses mit Nova abreist, während sich die menschlichen Streitkräfte und die Arkaniter versammeln, um die Affen anzugreifen.

## Entwicklung

### PC- und PlayStation-Version
Im Jahr 1998 gab 20th Century Fox grünes Licht für den jüngsten von mehreren Versuchen eines Film-Remakes, produziert von James Cameron. Die Videospielabteilung des Unternehmens Fox Interactive hatte bereits im Vorjahr mit der Entwicklung eines thematisch passenden Videospiels begonnen. Cameron brach ab und das Filmprojekt wurde auf Eis gelegt, man war aber zuversichtlich, dass ein Remake früher oder später zustande kommen würde, und fuhr mit dem Videospielprojekt fort. Es war das erste „Planet-der-Affen“-Videospiel überhaupt. Fox hatte zuvor einen Versuch unternommen, ein Spiel für den Atari 2600 zu entwickeln, gab ihn jedoch aufgrund der Videospiel-Rezession von 1983 auf (neue Designer stellten dieses Spiel 2003 fertig und veröffentlichten es als „Revenge of the Apes“). Fox Interactive beauftragte das französische Studio Visiware mit der Entwicklung des Spiels. Während der Film in der Schwebe war, entwickelten die Macher eine neue Geschichte, die von Pierre Boulles ursprünglichem Roman und dem Film von 1968 inspiriert war. Die Designer waren der Meinung, dass ein Action-Adventure-Spiel am besten zum Material und zur verfügbaren Technologie passen würde. Sie entwickelten das Spiel für PC, PlayStation und Sega Dreamcast, obwohl sie die Dreamcast-Version verwarfen, nachdem Sega die Konsole einstellte. Anstatt das Spiel selbst zu veröffentlichen, entschied sich Fox Interactive für die gemeinsame Veröffentlichung mit einem Dritten. Dieser Schritt, den Branchenexperten als Zeichen für den Niedergang von Fox Interactive werteten, führte zu erheblichen Produktionsverzögerungen.
Das Spiel wurde offiziell auf der Electronic Entertainment Expo 1999 angekündigt. Das Filmprojekt wurde anschließend unter der Regie von Tim Burton vorangetrieben. Der Film, der 2001 als Planet der Affen veröffentlicht wurde, hatte eine wesentlich andere Prämisse und Geschichte als das Videospiel. Im Jahr 2000 wurde eine große Marketingkampagne für das Spiel gestartet, die Veröffentlichung wurde jedoch auf das Jahr 2001 verschoben. Trotz der langen Entwicklung verpasste das Spiel die Premiere von Tim Burtons Film am 27. Juli 2001, obwohl Fox Interactive erklärte, dass sie hofften, die Verwirrung unter den Verbrauchern zu verringern, die eine zeitnahe Veröffentlichung erwarteten. Am 6. September 2001 gab Fox Interactive eine neue Co-Publishing-Partnerschaft für alle seine Titel mit Ubisoft bekannt, die es ihnen ermöglichte, endlich „Planet der Affen“ zu veröffentlichen. Die PC-Version erschien am 20. September 2001 im Handel; Die PlayStation-Version wurde schließlich am 22. August 2002 veröffentlicht.

### Game-Boy-Version
Darüber hinaus plante Ubisoft eine Version für Game Boy Advance und Game Boy Color. Die Spiele wurden in Zusammenarbeit mit dem Entwickler Torus Games entwickelt und am 5. Dezember bzw. 31. Dezember 2001 veröffentlicht. Die Game-Boy-Version unterscheidet sich erheblich vom PC- und PlayStation-Spiel von Visiware. Es ist ein Side-Scroller und folgt der Handlung des Films von 1968 und seiner Fortsetzung von 1970, Rückkehr zum Planet der Affen. Der Spieler steuert den Menschen Ben (ursprünglich bekannt als Brent in Rückkehr zum Planet der Affen), während er im Laufe von zehn Levels nach dem Helden des Films, Taylor, sucht und dabei gegen Affenkrieger und andere Feinde kämpft.

## Rezeption
Während seiner lange verzögerten Entwicklung sorgte „Planet der Affen“ für schlechte Presse vor der Veröffentlichung. Sein Gameplay wurde bei den Vorschauen auf der Electronic Entertainment Expo schlecht aufgenommen, und viele Kommentatoren verglichen es negativ mit ähnlichen älteren Spielen wie Doom. Darüber hinaus hielten einige Kritiker die Entscheidung von Fox Interactive, Visiware zu engagieren, für einen Fehltritt, da die damaligen französischen Entwickler dafür bekannt waren, Spiele mit solider Grafik, aber schlechter Spielbarkeit zu entwickeln. Andere stellten die Weisheit in Frage, das Spiel auf den jahrzehntealten Originalfilmen und nicht auf dem Remake zu basieren.
Bei der Veröffentlichung erhielten die PC- und PlayStation-Versionen negative Kritiken von Kritikern. Mit Blick auf die PC-Version errechnete die Bewertungsaggregator-Website Metacritic eine Punktzahl von 41/100 basierend auf elf Kritikern, was auf „allgemein ungünstige Bewertungen“ hinweist. Zum Vergleich: GameRankings errechnete eine Punktzahl von 48,79 % für die PC-Version, basierend auf vierzehn Rezensionen, und 60,00 % für die PlayStation-Version, basierend auf einer Rezension. Erik Wolpaw von GameSpot nannte „Planet der Affen“ einen „hässlichen, langweiligen Tomb-Raider-Klon, wenn man bedenkt, dass die Umgebungen, die Kampfmechanik und die Rätsel des Spiels schwach sind.“ Ivan Sulic von IGN schrieb: „Es ist nicht so, dass Planet der Affen durchweg wirklich schlecht ist – nur, dass es wirklich mittelmäßig ist“, und fand die Steuerung und das Gameplay mittelmäßig und die Grafik veraltet. Nick Woods von AllGame genoss die dialoglastigen Story-Sequenzen, schrieb jedoch, dass die positiven Elemente die widerliche Benutzeroberfläche und Bewegung nicht wettmachen könnten. GameZones Rezension zählte den Sound und die Grafik zu den Highlights, schrieb aber, dass das Spiel insgesamt „nicht wirklich den Erwartungen entspricht“.
Die Game-Boy-Versionen erhielten gemischte Kritiken. Mit Blick auf die Game-Boy-Advance-Version errechnete Metacritic eine durchschnittliche Punktzahl von 54/100 auf der Grundlage von sechs Rezensionen, was auf „gemischte oder durchschnittliche Rezensionen“ hinweist. GameRankings errechnete einen Durchschnitt von 59,44 % für die Game-Boy-Advance-Version. basierend auf neun Rezensionen, und einem Durchschnitt von 40,00 % für die Game-Boy-Color-Version, basierend auf einer Rezension. Hilary Goldstein von IGN gab dem Spiel eine Bewertung von 6,0 von 10 und nennt es einen „anständigen Side-Scroller, der nicht wirklich beeindruckt“.